# Liste der Biografien/Cht
Liste der Biografien |
Portal Biografien |
Personensuche
# |
A |
B |
C |
D |
E |
F |
G |
H |
I |
J |
K |
L |
M |
N |
O |
P |
Q |
R |
S |
T |
U |
V |
W |
X |
Y |
Z |
?
 
Ca |
Cb |
Cc |
Ce |
Ch |
Ci |
Cj |
Ck |
Cl |
Cm |
Cn |
Co |
Cr |
Cs |
Ct |
Cu |
Cv |
Cw |
Cy |
Cz
 
Cha |
Chb |
Che |
Chh |
Chi |
Chk |
Chl |
Chm |
Chn |
Cho |
Chr |
Cht |
Chu |
Chv |
Chw |
Chy
Die Liste der Biografien führt alle Personen auf, die in der deutschsprachigen Wikipedia einen Artikel haben. Dieses ist eine Teilliste mit 5 Einträgen von Personen, deren Namen mit den Buchstaben „Cht“ beginnt.

## Cht

### Chtc
- Chtcheglov, Ivan (1933–1998), französischer Künstler, Aktivist und Dichter

### Chte
- Chtej, Taras (* 1982), russischer Volleyballspieler

### Chti
- Chtiej, Jan (* 1937), polnischer Radrennfahrer
- Chtiej, Roman (* 1941), polnischer Radrennfahrer, französischer Radrennfahrer
- Chtioui, Rafaâ (* 1986), tunesischer Radrennfahrer